# Wilson-Pilcher

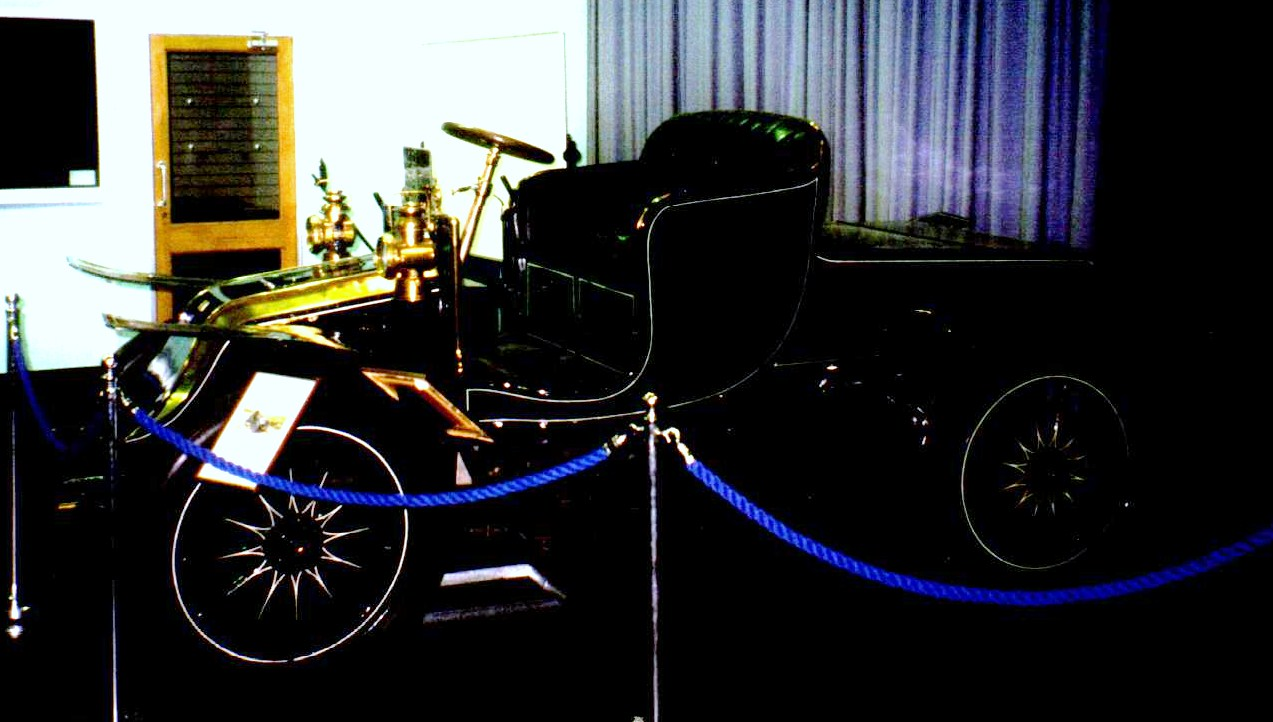
Wilson-Pilcher von 1904

Wilson-Pilcher ist eine ehemalige britische Automarke.

## Unternehmensgeschichte
Das Unternehmen Wilson and Pilcher begann 1901 in London mit der Produktion von Automobilen. 1904 wurde es von der Sir W.G. Armstrong-Whitworth & Co., Limited übernommen und der Firmensitz nach Newcastle upon Tyne verlagert.
1907 wurde die Produktion eingestellt.

## Fahrzeuge
Anfangs gab es das Modell 9 HP mit einem Vierzylindermotor mit 2400 cm³ Hubraum. 1903 folgte das Modell 12/16 HP mit 2694 cm³ Hubraum. 1904 kam  das Sechszylindermodell 18/24 HP mit 4041 cm³ Hubraum dazu.
Ein Fahrzeug dieser Marke ist im Coventry Transport Museum in Coventry zu besichtigen.